# هابسن، شهرستان رندالف، آلاباما
هابسن (به انگلیسی: Hobson) یک منطقهٔ مسکونی در ایالات متحده آمریکا است که در شهرستان رندولف، آلاباما واقع شده‌است. هابسن ۳۳۴٫۹۸ متر بالاتر از سطح دریا واقع شده‌است.